# Erik Källström
För andra betydelser, se Erik Källström (olika betydelser).
Erik Ragnar Källström, född den 5 mars 1908 i Borås, död den 16 januari 1997 i Borås, var allsvensk fotbollsspelare i IF Elfsborg mellan 1929 och 1941, där han blev svensk mästare tre gånger 1936, 1939 och 1940.
Källström var med under större delen av Elfsborgs storhetstid från andra halvan 1930-talet och första halvan av 1940-talet och han hann med att spela 193 matcher och göra 5 mål i Allsvenskan för klubben där han spelade som försvarare.
Källström spelade även tio landskamper och han deltog bland annat i OS 1936 i Berlin vid förlustmatchen i första omgången mot Japan.